# Карабулак (Талгарський район)
Карабула́к (каз. Қарабұлақ) — село у складі Талгарського району Алматинської області Казахстану. Входить до складу Панфіловського сільського округу.
До 1999 року село називалось Ключі.
Населення — 4749 осіб (2021; 4208 у 2009, 3721 у 1999, 3783 у 1989).